# Forêt nationale du Mont Hood
La forêt nationale du Mont Hood est une forêt fédérale protégée de l'Oregon (États-Unis).